# Моріак (округ)
Округ Моріак (фр. Arrondissement de Mauriac) — округ у Франції, в департаменті Канталь. 2023 року округ об'єднував 55 муніципалітетів, населення становило 25 173 особи.
Адміністративний центр (супрефектура) — Моріак.

## Муніципалітети
Список муніципалітетів округу та їхні коди INSEE:
1. Аллі (15003)
2. Англар-де-Салер (15006)
3. Антіньяк (15008)
4. Апшон (15009)
5. Арш (15010)
6. Барріак-ле-Боске (15018)
7. Бассіньяк (15019)
8. Больє (15020)
9. Бражак (15024)
10. Валетт (15246)
11. Вебре (15250)
12. Вер'єр (15254)
13. Дрюжак (15063)
14. Ескорай (15064)
15. Жалейрак (15079)
16. Ід (15265)
17. Колландр (15052)
18. Ла-Монселі (15128)
19. Ланобр (15092)
20. Ле-Віжан (15261)
21. Ле-Вольм'є (15249)
22. Ле-Монтей (15131)
23. Ле-Фальгу (15066)
24. Ле-Фо (15067)
25. Мадік (15111)
26. Меалле (15123)
27. Мене (15124)
28. Моріак (15120)
29. Муссаж (15137)
30. Озер (15015)
31. Пло (15153)
32. Рйом-е-Монтань (15162)
33. Сален (15220)
34. Салер (15219)
35. Сен-Бонне-де-Салер (15174)
36. Сен-Венсан-де-Салер (15218)
37. Сен-Іпполіт (15190)
38. Сен-Мартен-Кантале (15200)
39. Сен-Мартен-Вальмеру (15202)
40. Сен-П'єрр (15206)
41. Сен-Поль-де-Салер (15205)
42. Сен-Проже-де-Салер (15208)
43. Сен-Шаман (15176)
44. Сент-Елалі (15186)
45. Сент-Етьєнн-де-Шомей (15185)
46. Сень (15169)
47. Сова (15223)
48. Сурньяк (15230)
49. Тремуй (15240)
50. Тризак (15243)
51. Фонтанж (15070)
52. Шальвіньяк (15036)
53. Шам-сюр-Тарантен-Маршаль (15038)
54. Шампаньяк (15037)
55. Шоссенак (15046)